# Штегліц-Целєндорф
Штегліц-Целендорф (нім. Steglitz-Zehlendorf (Bezirk)) — 6-й адміністративний округ Берліна, утворений у 2001 році внаслідок об'єднання колишніх районів Штегліц і Целендорф. В цьому окрузі розміщені Вільний університет Берліна, Берлінський ботанічний сад, а також різні музеї та колекції мистецтва. Округ є важливим центром досліджень, науки та культури в Берліні. Він відомий як найбагатший округ Берліна з найвищим середнім доходом домогосподарств у місті.

## Географічне розміщення та структура
На заході округ Штегліц-Целендорф межує зі столицею землі Бранденбург — Потсдамом. На північному сході з округом Шпандау, потім з Шарлоттенбург-Вільмерсдорфом і Темпельгоф-Шенебергом на сході. На півдні межує з Кляйнмахновом і Тельтовом, які розміщені в районі Потсдам-Міттельмарк.

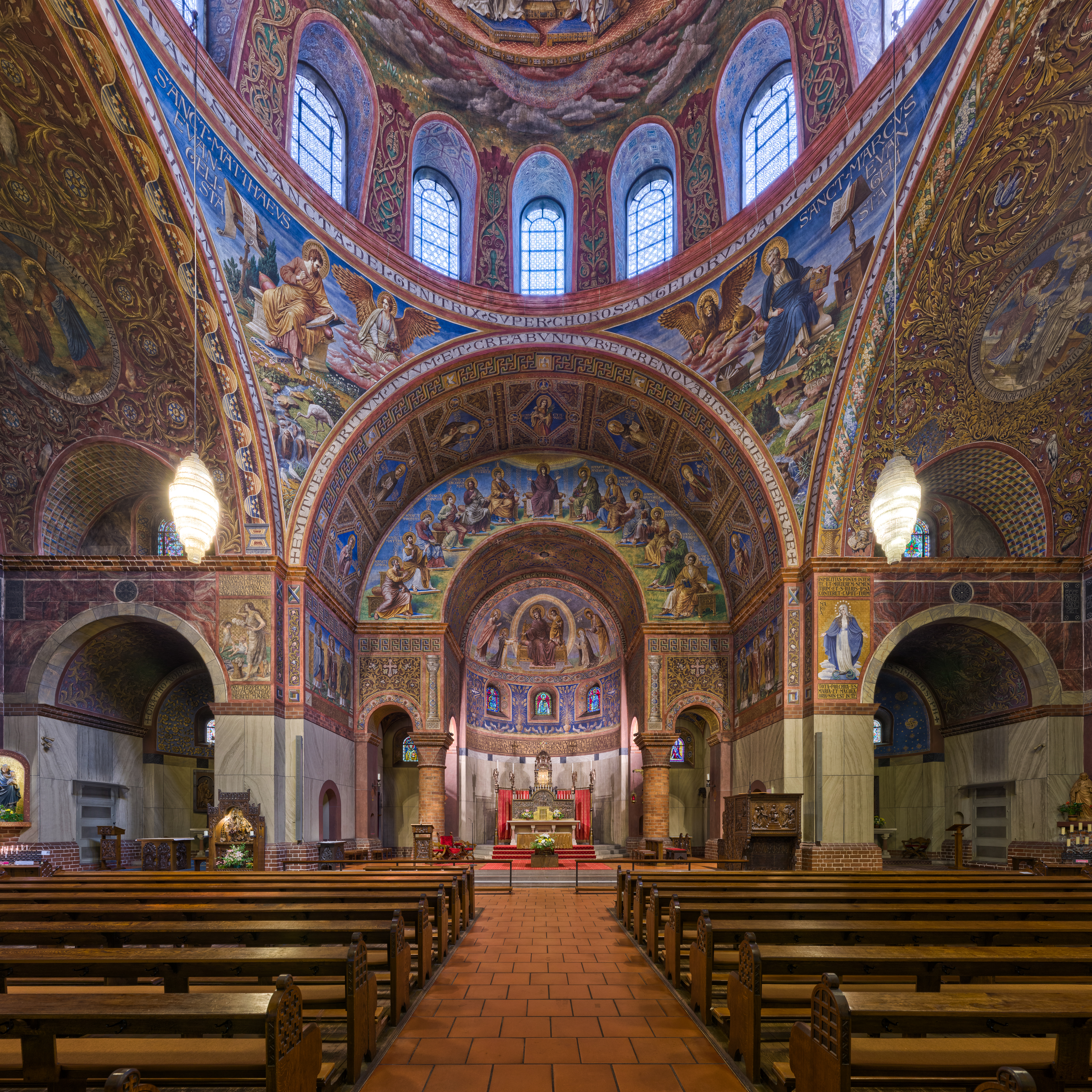
Інтер'єр римо-католицької базиліки (Базиліки Розарію (Берлін) у районі Берліна — Штегліці

Ширина округу становить понад 19 кілометрів, а довжина — понад 9 км. У ньому є як рекреаційні зони, так і різні типи житлових та промислових місць. Зони відпочинку розміщені у районі Ванзее (західна частина району), у південній частині Ґруневальду, біля озер Крумме Лянке та Шляхтен, які охоче відвідують берлінці в літні місяці. У дільниці Далем розміщені численні наукові установи та Вільний університет Берліна. Целендорф має багато житлових районів та невелику комерційну зону в центрі. На південь від Далема розміщений Ліхтерфельде, північна частина якого складається з вілл та невеликих торгових центрів. У південній частині житлові будівлі були частково побудовані після Другої світової війни.

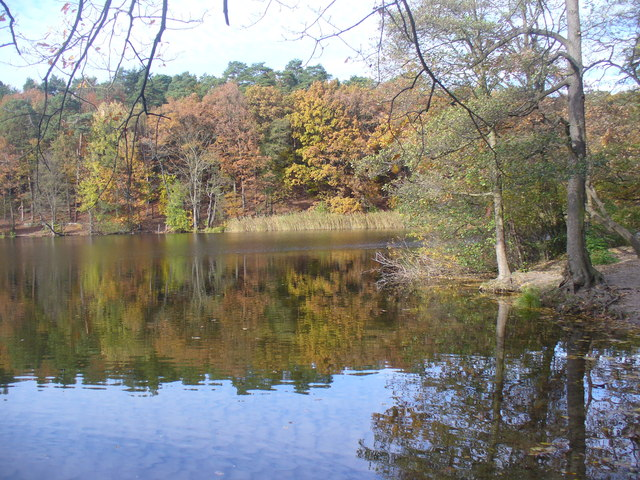
Озеро Крумме Лянке — Осінь у Ґрюнвальді

Структура найсхідніших райони є найбільш міською. Прикладом є Замкова вулиця, вулиця з найбільшою кількістю крамниць у Берліні. Вона служить центром для південно-східних районів міста. Колишня колонія вілл Зюденде була повністю зруйнована під час Другої світової війни. Ботанічний сад та Ботанічний музей Берлін-Далем розміщені поруч один з одним у Ліхтерфельде. Найзахідніша точка Берліна — Ванзее на річці Гафель, що є кордоном з Бранденбургом.

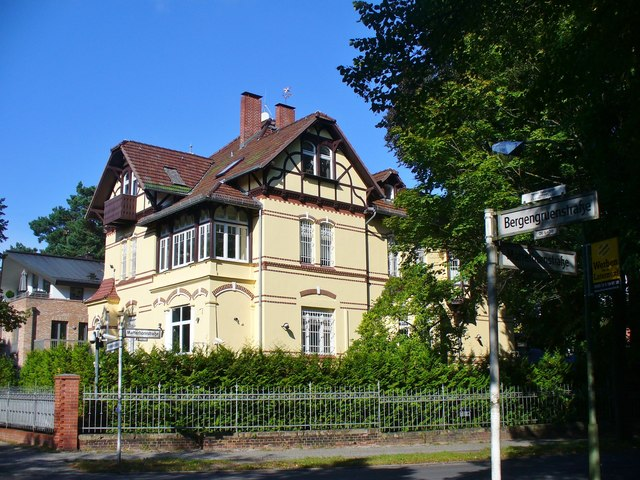
Вілла на озері Шляхтен (озеро)

Густина населення району відрізняється залежно від місця. Штегліц і Ліхтерфельде, які є одними з найнаселеніших районів міста Берліна, є місцями проживання для половини загального населення району. Ванзее, найбільший район Штегліц — Целендорфа (майже 1/4 площі району), є малонаселеним (лише 3 % мешканців району). Штегліц-Целендорф має багато вілл та характеризується відносно високим доходом на душу населення. Крім того, порівняно з іншими адміністративними районами, тут низький відсоток безробітних (10,1 % — станом на 30 квітня 2013 року). Далем та лісисті частини Целендорфа, а також ділянки біля озер, є одними з найпопулярніших місць для життя, окрім центру. Середній вік мешканців становить 46,1 року (станом на 31 грудня 2012 року) і є найвищим серед усіх районів міста. Для порівняння, наймолодше населення проживає в районі Фрідріксгайн-Кройцберг — середній вік 37,3 роки.